# Lijst van spelers van FC Sjachtar Donetsk
Deze lijst omvat voetballers die bij de Oekraïense voetbalclub FC Sjachtar Donetsk spelen of gespeeld hebben. De spelers zijn alfabetisch gerangschikt.

## A
- Vitaliy Abramov
- Roman Adamov
- Julius Aghahowa
- Alex Teixeira
- Marian Aliuta
- Aleksandr Alpatov
- Serhiy Atelkin

## B
- Aleksei Bakharev
- Cosmin Bărăcuan
- Oleg Bazilevich
- Oleksiy Belik
- Aleksey Botviniev
- Brandão
- Evgeni Bredun

## C
- Nery Castillo
- Viktor Chanov
- Vyacheslav Chanov
- Dmitro Chigrinskiy
- Daniel Chirita
- Oleksandr Chizhevskiy
- Oleksandr Chizhov

## D
- Yuriy Degtyarev
- Viktor Dotsenko
- Douglas Costa
- Yevhen Drahunov
- Serhiy Dranov
- Igor Duljaj

## E

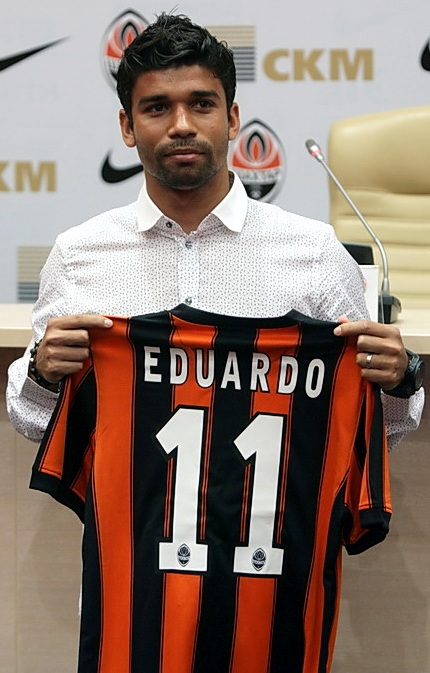
De aanvaller Eduardo da Silva werd in 2010 voor een bedrag van (ongeveer) 7,5 miljoen euro overgenomen van Arsenal FC.

- Eduardo
- Elano

## F
- Artem Fedetskyi
- Andrey Fedkov
- Nikolay Fedorenko
- Fernandinho
- Daniel Florea
- Ruslan Fomin
- Viktor Fomin

## G
- Oleksiy Gay
- Aleksandr Gaydash
- Sergey Gerasimets
- Igor Gjuzelov
- Oleksandr Gladkiy
- Dainius Gleveckas
- Giorgi Gotsjoleisjvili
- Valeriy Gorbunov
- Viktor Grachev

## H
- Tomáš Hübschman

## I
- Ilsinho
- Mikola Ishchenko
- Ivan

## J
- Jadson
- Valeri Jaremtsjenko
- João Batista
- Milan Jovanović

## K
- Tsimafei Kalachev
- Andrej Kantsjelskis
- Oleg Karamushka
- Vitaliy Khmelnitskiy
- Yaroslav Khoma
- Rustam Khudzhamov
- Vasiliy Kobin
- Oleksandr Koetsjer
- Anatoliy Konkov
- Andriy Konyushenko
- Igor Korotetskiy
- Olexandr Koval
- Oleksandr Kovalenko
- Serhiy Kovalyov
- Andriy Kovtun
- Wojciech Kowalewski
- Edouard Kozinkevich
- Konstantin Kravchenko
- Valeriy Kriventsov
- Sergiy Krivtsov
- Denis Kulakov

## L
- Nenad Lalatovic
- Jan Laštůvka
- Leonardo
- Ruslan Leviga
- Mariusz Lewandowski
- Valeriy Lobanovskiy
- Cristiano Lucarelli
- Luiz Adriano

## M
- Roeslan Malinovski
- Maicon
- Ciprian Marica
- Matuzalem
- Oleg Matveyev
- Vasily Mazur
- Henrich Mchitarjan
- Olexandr Miroshnychenko
- Marcelo Moreno
- Oleg Morgun
- Serhiy Morozov
- Volodymyr Mykytyn

## N
- Assan N'Diaye
- Serhiy Nagornyak
- Serhiy Nahorniak
- Bojan Neziri
- Viktor Nosov
- Vladislav Novikov

## O
- Predrag Ocokoljic
- Emmanuel Okoduwa
- Isaac Okoronkwo
- Oleksandr Oleksienko
- Serhiy Onopko
- Viktor Onopko
- Hennadiy Orbu

## P
- Predrag Pazin
- Oleg Pestriakov
- Igor Petrov
- Andrij Pjatov
- Stipe Pletikosa
- Sergey Podpaly
- Sergey Pogodin
- Oleksiy Polyanskiy
- Serhiy Popov
- Mikheil Potskhveria
- Volodimir Priyomov
- Viktor Prokopenko
- Adrian Pukanich
- Volodymyr Pyatenko

## R
- Jaroslav Rakitskiy
- Răzvan Raț
- Sergiy Rebrov
- Damian Rodriguez

## S

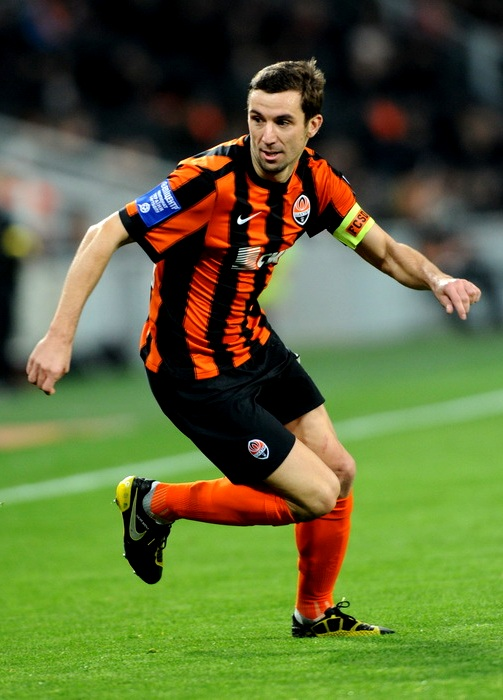
Het record van meeste wedstrijden voor FC Sjachtar Donetsk staat op naam van de huidige Kroatische aanvoerder Darijo Srna.

- Vladimir Salkov
- Artem Savin
- Marian Savu
- Evgen Seleznev
- Yury Selezniov
- Tolga Seyhan
- Sergey Shcherbakov
- Oleg Shelaev
- Sergiy Shishchenko
- Aleksandr Shmarko
- Bogdan Shust
- Dmitro Shutkov
- Vjatsjeslav Sjevtsjoek
- Michail Sokolovski
- Oleksandr Spivak
- Darijo Srna
- Vitali Staroechin
- Mikhaylo Starostyak
- Taras Stepanenko
- Flavius Stoican
- Andrejs Stolcers
- Vyacheslav Sviderskiy

## T
- Taison
- Artem Tetenko
- Sergiy Tkachenko
- Anatoli Tymosjtsjoek

## V
- Yuriy Vankevich
- Fedor Vanzel
- Yuriy Virt
- Vitaliy Vitsenets
- Andriy Vorobey
- Muamer Vugdalič
- Zvonimir Vukić

## W
- Willian

## Y
- Volodimir Yaksmanitskiy
- Sergei Yaskovich
- Vladimir Yezerskiy

## Z
- Sergej Zakarlyuka
- Benjaminas Zelkevicius
- Ihor Zhabchenko
- Gennadiy Zoebov
- Viktor Zvjagintsev